# Lewiston (Idaho)
Lewiston je hlavní město okresu Nez Perce County ve státě Idaho v USA. Je šestým největším městem v severní části Idaha a devátým největším v celém státě. Při sčítání lidu v roce 2010 mělo 31 894 obyvatel. Bylo založeno v roce 1861 v souvislosti se zlatou horečkou. Roku 1863 se stalo hlavním městem oblasti Idaho. Rozhodnutím ze 7. prosince 1864 však bylo hlavní město přeloženo do Boise.
Leží na soutoku řek Snake a Clearwater, asi 50 kilometrů severně od přehrady Lower Granite Dam. Díky přehradním nádržím je město dostupné i pro některé námořní lodě. Lewistonský přístav je jediným námořním přístavem státu Idaho. Město je obsluhováno také letecky díky letišti Lewiston-Nez Perce County. Jsou zde zastoupeny zejména obory zemědělství, papírenský a dřevozpracující průmysl a lehká výroba. Sídlí zde veřejná škola Lewis-Clark State College poskytující nižší vysokoškolské vzdělání. Kulturní život ve městě zastupují Dogwood Festival, Hot August Nights, a Lewiston Round Up.